# Novi Štitnjak
Novi Štitnjak je naseljeno mjesto u Republici Hrvatskoj u sastavu Grada Požege, u Požeško-slavonskoj županiji.

## Zemljopis
Novi Štitnjak je prigradsko naselje u sjevernome dijelu Požege na cesti prema Marindvoru.

## Stanovništvo
Prema popisu stanovništva iz 2011. godine Novi Štitnjak je imao 136 stanovnika.
| broj stanovnika |       |       |       |       |       |       |       |       |       |       |       | 73    | 72    | 95    | 112   | 136   | 92    |
|                 | 1857. | 1869. | 1880. | 1890. | 1900. | 1910. | 1921. | 1931. | 1948. | 1953. | 1961. | 1971. | 1981. | 1991. | 2001. | 2011. | 2021. |